# Fargo (televíziós sorozat)
A Fargo Emmy- és Golden Globe-díjas amerikai krimisorozat, melyet Noah Hawley készített. A sorozat antológia jellegű, így minden évad egy, az előzőtől független történetet mesél el. A sorozatot a Coen testvérek 1996-ban bemutatott Fargo című filmje inspirálta. A testvérpár a sorozat munkálataiból is kivette részét producerként. A sorozatot 2014. április 15-én mutatták be az FX csatornán.
Első évadja Billy Bob Thornton, Allison Tolman, Colin Hanks és Martin Freeman főszereplésével nagy sikert aratott: Emmy-díjat nyert „a legjobb minisorozat” és „a legjobb rendezés” kategóriában is, valamint további tizenöt jelölést kapott. Bemutatkozó évadjával Golden Globe-díjat is bezsebelt „a legjobb minisorozat vagy televíziós film” kategóriában. Thornton a legjobb színész elismerést is megkapta minisorozat kategóriában.
2014. július 21-én az FX csatorna hivatalosan is berendelte a második évadot, amely végül 2015. október 12. és december 14. között futott nagy sikerrel az Egyesült Államokban. Főszereplői Kirsten Dunst, Patrick Wilson, Jesse Plemons, Jean Smart és Ted Danson. Második évadja is több Emmy-, illetve Golden Globe-jelölésben részesült.
2015. november 23-án bejelentették a sorozat harmadik évadját, amelyet 2017. április 19-én mutattak be az Egyesült Államokban, többek közt Ewan McGregor, Carrie Coon és Mary Elizabeth Winstead főszereplésével.
Magyarországon az AMC csatorna tűzte műsorra a sorozatot. Első évadját 2015. január 28-án,  a másodikat 2016. február 8-án, a harmadikat 2017. október 16-án mutatták be.

## Évadok
| Évad | Évad | Részek száma | Részek száma | Eredeti sugárzás     | Eredeti sugárzás   | Eredeti adó       | Magyar sugárzás    | Magyar sugárzás  | Magyar adó |
| Évad | Évad | Részek száma | Részek száma | Évadbemutató         | Évadzáró           | Eredeti adó       | Évadbemutató       | Évadzáró         | Magyar adó |
| ---- | ---- | ------------ | ------------ | -------------------- | ------------------ | ----------------- | ------------------ | ---------------- | ---------- |
|      | 1.   | 10           | 10           | 2014. április 15.    | 2014. június 17.   |                   | 2015. január 28.   | 2015. április 1. |            |
|      | 2.   | 10           | 10           | 2015. október 12.    | 2015. december 14. | 2016. február 8.  | 2016. április 11.  |                  |            |
|      | 3.   | 10           | 10           | 2017. április 19.    | 2017. június 21.   | 2017. október 16. | 2017. december 18. |                  |            |
|      | 4.   | 11           | 11           | 2020. szeptember 27. | 2020. november 29. | 2021. január 4.   | 2021. március 15.  |                  |            |
|      | 5.   | 10           | 10           | 2023. november 21.   | 2024. január 16.   | 2024. február 26. | 2024. április 29.  |                  |            |

### Első évad (2014)
A cselekmény 2006-ban Minnesota államban játszódik. Amikor Lorne Malvo (Billy Bob Thornton) megérkezik Bemidji városába, magával hozza a gonoszságot és az erőszakot is. Az esetlen Lester Nygaard (Martin Freeman) személyisége a férfi hatására teljesen átalakul, és helyzete egyre csak romlik. Molly Solverson (Allison Tolman) seriffhelyettes és kollégája, Gus Grimly (Colin Hanks) összeáll, hogy gyilkossági ügyeket oldjanak meg, melyekről azt gondolják, Malvo és Nygaard személyéhez kötődnek.

### Második évad (2015)
A cselekmény 1979-ben játszódik Minnesota államban. A szépségiparban dolgozó Peggy Blumquist (Kirsten Dunst) és hentesként pénzt kereső férje, Ed Blumquist (Jesse Plemons) akaratukon kívül gyilkosságot követnek el, melyről aztán később szigorúan hallgatnak. Az áldozat Rye Gerhardt (Kieran Culkin), Floyd Gerhardt (Jean Smart) fia. Floyd a híres maffiózó család, a Gerhardték feje Észak-Dakotában. Ezalatt Lou Solverson (Patrick Wilson) állami rendőr (az első évadból ismert Molly apja) és apósa, Hank Larsson seriff (Ted Danson) egy hármas gyilkosság ügyében nyomoznak, melyről azt gondolják, hogy Rye Gerhardthoz kapcsolódik.

### Harmadik évad (2017)
2010-ben a Minnesota állambeli St. Cloudban Ray Stussy (Ewan McGregor) felügyelőtiszt és pártfogoltja (aki egyben szeretője is), Nikki Swango (Mary Elizabeth Winstead) egy jobb élet reményében azt tervezik, hogy Ray tehetős bátyjától, Emmit-től (Ewan McGregor) ellopnak egy rendkívül értékes bélyeget. Azonban hiba csúszik a gépezetbe és küldetésük kudarcba fullad, amikor tévedésből az egykori Eden Valley-i rendőrfőnök, Gloria Burgle (Carrie Coon) mostohaapját öletik meg. Mindeközben Emmit egy két évvel ezelőtti tartozását kívánja rendezni egy rejtélyes vállalat számlájára, azonban a cég munkatársainak, V. M. Vargának (David Thewlis) és Yuri Gurkának (Goran Bogdan) más tervei vannak.

### Negyedik évad
A jelenleg még előkészületben lévő évad főszerepét Chris Rock fogja játszani, és az 1950-es években játszódik majd Kansasben.

## Szereplők

### Első évad
- Billy Bob Thornton – Lorne Malvo
- Allison Tolman – Molly Solverson
- Colin Hanks – Gus Grimly
- Martin Freeman – Lester Nygaard

### Második évad
- Kirsten Dunst – Peggy Blumquist
- Patrick Wilson – Lou Solverson
- Jesse Plemons – Ed Blumquist
- Jean Smart – Floyd Gerhardt
- Ted Danson – Hank Larsson

### Harmadik évad
- Ewan McGregor – Emmit és Ray Stussy
- Carrie Coon – Gloria Burgle
- Mary Elizabeth Winstead – Nikki Swango
- Goran Bogdan – Yuri Gurka
- David Thewlis – V. M. Varga

## Fogadtatás

### Első évad
A sorozat első évadja nagy sikert aratott, világszerte elnyerte a kritikusok tetszését. A Metacritic a maximális 100-ból 85 pontra értékelte a Fargót. A The A.V. Club a 2014-es év hatodik legjobb sorozatának választotta meg a Fargót.

### Második évad
A sorozat második évadja további sikerekben és dicséretekben részesült. A Metacritic 33 kritika alapján 100-ból 96 pontra értékelte az évadot. Ugyanazon az oldalon a felhasználók részéről az évad a 10-es skálán 9,4-es értékelést kapott.

### Harmadik évad
A harmadik évad szintén pozitív visszajelzésekben részesült. A Metacritic 32 vélemény alapján a maximális 100-ból 89 pontra értékelte az évadot.

## Elismerések
A sorozatot 2016-ig összesen 87 különféle díjra jelölték, melyből 24-et sikerült megnyernie. Legfontosabb elismerései:
- Emmy-díjak
  - 2014: legjobb minisorozat,[13] legjobb rendezés (Colin Bucksey)[14]
- Golden Globe-díjak
  - 2015: legjobb minisorozat vagy televíziós film,[3] legjobb színész minisorozatban vagy televíziós filmben (Billy Bob Thornton)[4]
- Critics' Choice Awards-díjak
  - 2014: legjobb minisorozat, legjobb színész filmben vagy minisorozatban (Billy Bob Thornton), legjobb női mellékszereplő filmben vagy minisorozatban (Allison Tolman)[15]
  - 2016: legjobb film vagy minisorozat, legjobb színésznő filmben vagy minisorozatban (Kirsten Dunst), legjobb férfi mellékszereplő filmben vagy minisorozatban (Jesse Plemons), legjobb női mellékszereplő filmben vagy minisorozatban (Jean Smart)[16]

## Fordítás
- Ez a szócikk részben vagy egészben  a   Fargo (TV series) című angol Wikipédia-szócikk fordításán alapul.  Az eredeti cikk szerkesztőit annak laptörténete sorolja fel. Ez a jelzés csupán a megfogalmazás eredetét és a szerzői jogokat jelzi, nem szolgál a cikkben szereplő információk forrásmegjelöléseként.